# Beauty Inside (serie televisiva)
Beauty Inside (뷰티 인사이드?, Byuti insa-ideuLR, Pyut'i insaitŭMR; lett. "La bellezza interiore"), noto anche come The Beauty Inside, è un drama coreano del 2018. L'opera è liberamente ispirata all'omonimo film del 2015, diretto da Baek Jong-yul.

## Trama
Han Se-gye è un'attrice estremamente talentuosa e ricercata, che tuttavia è oggetto di numerosi pettegolezzi, legati alle sue ripetute "violazioni di contratto": ogni mese, per circa una settimana, la giovane si isola infatti completamente dal mondo dello spettacolo. In realtà, Se-gye è costretta a compiere tale gesto poiché il suo aspetto cambia e si trasforma completamente in quello di un'altra persona; solo sua madre e gli amici Yoo Woo-mi e Ryu Eun-ho, rispettivamente la sua manager e uno studente di teologia, sono a conoscenza di tale segreto.
In seguito all'ennesima violazione di contratto, la giovane conosce Seo Do-jae, amministratore delegato di una celebre compagnia aerea, che oltre a essere facoltoso è anche estremamente affascinante; in realtà Do-jae soffre di prosopagnosia, ossia è per lui estremamente difficile riconoscere i volti delle persone, tanto che per ricordarsi coloro che ha incontrato è solito segnarsi una serie di note caratteriali. Se-gye, pur continuando a nascondere il proprio segreto, inizia a innamorarsi, ricambiata, di Do-jae.